# Richard J. Shavelson
Richard J. Shavelson (* 28. November 1942) ist ein US-amerikanischer Bildungsforscher und Pädagogischer Psychologe, der für seine Beiträge zum Selbstkonzept bekannt wurde.

## Leben und Wirken
Shavelson ist der Sohn des Drehbuchautors Mel Shavelson. Er schloss sein Studium der Psychologie mit dem Ph.D. in Erziehungspsychologie an der Stanford University ab.
Er war zuerst Professor an der UCLA und der University of California in Santa Barbara und wechselte 1971 an die Stanford-Universität, als er Professor an der Graduate School of Education und an dieser auch Dekan wurde. Daneben wurde er Präsident der American Educational Research Association.
Er veröffentlichte über 100 Forschungsartikel und Bücher in den Bereichen Bildungsbewertung, kognitive Psychologie und naturwissenschaftliche Bildung. Besonders bekannt geworden ist das hierarchische Selbstkonzeptmodell, das er 1976 zusammen mit Judith J. Hubner und George C. Stanton veröffentlichte.

## Auszeichnungen
Shavelson erhielt im Jahr 2010 den E. L. Thorndike Award der American Psychological Association. Der Preis würdigte seine Forschungsbeiträge in der Pädagogischen Psychologie. Er ist Mitglied der National Academy of Education.